# Heloiza
Héloïse d'Argenteuil (ɛloʊ.iːz/ ali /ˈhɛloʊ.iːz/; Francosko: e.lɔ.iz, pisano tudi kot Helöise, Héloyse, Hélose, Heloisa, Helouisa, Eloise in Aloysia), francoska redovnica, opatinja, učenjakinja in pisateljica, * okoli 1090, † 16. maj 1164. 
Najbolj je poznana po njeni zvezi in dopisovanjem s Petrom Abélardom. Njuna shranjena pisma, nam nudijo edinstven pogled na takratna francoska prepričanja o romantiki, filozofiji in socialnih normah.

## Izvor
Heloiza je bila briljantna strokovnjakinja grščine, latinščine in hebrejščine. Znana je bila tudi po svoji inteligenci. Tako je bila poznana, že preden je začela svojo ljubezensko razmerje z Abélardom, kot edina ženska tistega časa, ki se je upala učiti študije svobodnih umetnosti (Artes Liberales). Abélard je pisal o njeni nadarjenosti za branje in pisanje. O mladi Heloizi je tako zapisal, da je njen dar s črkami za žensko tako redek, da le doda k njenemu čaru. O njeni družini ni veliko znanega, razen tega da je nižjega socialnega položaja (najverjetneje družina Garlande, ki ima denar in več članov družine na pomembnih položajih). Abélard je za razliko od nje izhajal iz plemstva, vendar je zavrnil viteštvo, da bi postal filozof-teolog, kot je nakazala v enem izmed svojih pisem. Po smrti njenih staršev jo je k sebi vzel njen stric, pariški kanon Fulbert, ki jo je pri trinajstih nato odposlal naprej kot študentko k samemu Petru Abélardu. Abélard je bil v tistem času eden najboljših učiteljev filozofije v Parizu,

## Zgodovinski dogodki
V Zgodovini nesreč (Historia Calamitatum), avtobiografskem delu, napisanem okoli 1132, Abélard pove kako je zapeljal Heloizo, katero je spoznal leta 1115, ko je postal kanonik v Parizu. Heloizina starost nam ni jasna. Opisovali so jo z adolescentula( mlado dekle), zato pogosto domnevamo, da je bila takrat stara 17 let, rojena torej med leti 1100 in 1101, to je okoli deset let mlajša od Abelarda.
Novozelandski medievalist  Constant Mews trdi, da je Heloizina predpostavljena starost 17 let izmišljotina 17. stoletja brez dokazov. Heloizina dejanska starost, v času ko je spoznala Abélarda, naj bi bila bližje zgodnjim dvajsetim letom. Glavni dokaz je poznejše pismo, ki ga Peter napiše Heloizi, kjer se spominja, da je bil on mlad moški in ona ženska. To namiguje, da je bila Heloiza enako stara ali celo starejša od Petra. Mews namiguje, da to da več smisla Abélardovemu kasnejšemu komentarju, da je želel zapeljati Heloizo, ker je bila najbolj znana ženska v Franciji zaradi njenih študij; saj ona ne bi mogla doseči takega statusa do starosti 17 let. Prav tako obseg njenih del v grščini in hebrejščini ter njen zrel odziv na zvezo nakazujeta, da je bila starejša od 17 let. Po več letih, sta se spustila v ljubezensko razmerje in povila mu je sina po imenu Astrolab. Abélard je Heloizo poslal v samostan Argenteuil, kjer se je z njo na skrivaj poročil. Proti njeni volji jo je tudi pustil v samostanu. Heloizin stric je s še dvema pajdašema kot maščevanje za njeno čast Abelarda kastriral, kar je tudi razlog, da se je filozof odločil za življenje meniha. Heloiza je medtem zamenjala svoj samostan za novo ustanovljeni samostan Paraclete, ki ga je financiral Abelard in kjer je po dveh letih postala opatinja. Zaljubljenca sta se naslednjič srečala šele po desetih letih ter sklenila, da si začneta dopisovati.

## Njena zapuščina
Heloizina pisma prispevajo eno izmed zgodnejših, bolj radikalnih feminističnih filozofij ne le 12. stoletja, temveč tudi današnjega časa. Heloiza piše o svojem preziru do zakona in ženskega življenja. V prvem pismu je izjavila, da ima raje ljubezen in svobodo kot zakonsko zvezo. Prav tako opredeli poroko kot skrajno obliko prostitucije, kar je drzna izjava za žensko 12. stoletja. Heloiza ima poroko za obliko pogodbene prostitucije. Heloiza je za mnoge ljudi feministična ikona saj v njenih pismih prvič dobimo direkten vpogled v ljubezensko življenje iz perspektive takratne ženske. Do takrat je bilo vse osredotočeno na moške in njihovo doživljanje ljubezni, Heloiza pa je s svojimi pismi to spremenila. Njena pisma prikažejo, da so ženske takrat imele aktivno vlogo v svojem ljubezenskem življenju in niso bile le pasivni objekt moškega poželenja.

## Pisma
Ohranjenih je sedem njenih pisem (označena kot Epistolae 2-8). Štiri izmed njih (2-5) so poznana kot “osebna pisma”, saj gre bolj za osebno dopisovanje. Preostala tri (6-8) pa so znana kot pisma smeri. 
Heloiza je spodbujala Abélarda pri njegovem filozofskem delu, ta pa je svoja dela posvetil njej. Kljub temu, da je svoje življenje posvetil njej, ga je ona čez pisma opominjala, da noče biti njegova žena, namreč zgolj njegova “ljubica”, saj ima raje svobodo kot verige. Pisma so postala zgolj profesionalne razprave po tem, ko je Abelard vztrajal, da je ni nikoli ljubil, ampak zgolj hrepenel po njej in da je njuna zveza zločin proti Bogu. Nato ji je priporočal naj svoje življenje posveti edini osebi, ki jo je kadar koli ljubil, Jezusu Kristusu. V petem pismu (6. Epistolai) je razglasila, da ne bo nikoli več govorila o bolečini, ki ji jo je povzročil. Naslednje dolgo pismo je napisal Abelard, kot odgovor na njeno vprašanje o izvoru nun.
Njuna pisma so nosila vsebino ne le ljubezni in romance, ampak tudi filozofije, politike in razprav o družbenem življenju Pariza. Po njegovi smrti je Heloiza ostala opatinja še dvajset let, vse do svoje smrti. Njen velik prispevek k veri je samostanu prinesel tako slavo, da je postal najpomembnejši ženski samostan v Franciji. 
Veliko njunih pisem je bilo kasneje objavljenih v delu “Problemata Heloissae” (Heloisini problemi), kjer si izmenjata 42 teoloških vprašanj. Njuna ljubezenska zgodba je prav tako navdihnila mnoge pesmi, zgodbe in filme med drugim tudi film “Stealing heaven” in pesmi “Eloisa to Abelard” ter “"The Convent Threshold".

## Izum ženske ljubezni
Stvar, ki jo je Heloiza še posebej analizirala v svojih pismih in posledično tudi stvar, ki jo je proslavila je njeno ljubezensko poželenje, ki ga je čutila do Abélarda. Prišla je do spoznanja, da si moški in ženski pogled na ljubezen nista enaka. Njeno dojemanje ljubezni je tako revolucionarno predvsem iz dveh razlogov: prvi je ta, da je preprosto ženska, ki si je v tistem času sploh upala izražati svoje misli o tej temi, drugi pa ta, da je ljubezen žensk tako močno ločila od ljubezni moških. Moški naj bi ljubili zgolj v smislu najbolj grobega poželenja, medtem ko naj bi ženske v ljubezni čutile nekaj več, predvsem v bolj intelektualnem poželenju.

## Pokop
Heloizin kraj pokopa je neznan. Abélardove kosti so premestili v Oratorij Svetega Duha po njegovi smrti, po Helozini smrti leta 1163/1164 pa so njene kosti dali ob njegove. Kosti para so bile večkrat premeščene vendar so ostale ohranjene. Danes naj bi se nahajale v znani grobnici na pokopališču Père Lachaise v Parizu. Premestitev njunih posmrtnih ostankov leta 1817 je prispevala k popularnosti tega pokopališča, takrat še vedno daleč od pozidanih območij zgodovinskega Pariza. Po tradiciji, ljubimci ali nesrečno zaljubljeni posamezniki puščajo pisma pri kripti v poklon paru ali v upanju, da najdejo pravo ljubezen. 
Oratorij Svetega Duha pa še vedno trdi, da sta Abélard in Heloiza pokopana tam, ter da je grobnica na pokopališču Père Lachaise le spomenik.